# Stellaria sarcophylla
Stellaria sarcophylla är en nejlikväxtart som beskrevs av K. H. Rechinger. Stellaria sarcophylla ingår i släktet stjärnblommor, och familjen nejlikväxter. Inga underarter finns listade i Catalogue of Life.